# 코드 (2009년 영화)
코드(Thick as Thieves)는 2009년 개봉한 하이스트 영화이다.
이 영화는 2009년 4월 17일 미국에서, 2010년 10월 18일 독일에서 DVD로 출시되었다.

## 줄거리
베테랑 도둑 키스 리플리는 과거 동료를 죽인 러시아 마피아에게 진 빚을 갚기 위해 젊은 사기꾼 가브리엘 마틴을 영입하여 마지막 한탕을 계획한다. 마틴은 리플리를 의심하지만, 리플리의 조카이자 죽은 동료의 딸인 알렉산드라 코롤렌코가 그를 설득한다. 하지만 리플리는 둘이 가까워지는 것을 탐탁지 않아 한다. 리플리는 러시아 박물관이 러시아 보물을 밀수하고 뉴욕 경찰에 뇌물을 주는 것을 막기 위해 계획을 세우고, 그들은 경찰로 위장해 박물관 파티에 침투하여 금고 정보를 수집한다.
러시아 마피아 두목 니키 페트로비치는 초조해하며 알렉산드라를 납치하고, 리플리에게 파베르제 달걀 두 개를 훔쳐야 그녀를 돌려보내겠다고 협박한다. 박물관 금고에 침입해 달걀을 손에 넣은 마틴은 리플리를 금고에 가두고, 자신은 리플리를 잡으려 위장 잠입한 마이애미 경찰이라고 밝힌다. 마틴은 달걀을 가지고 러시아 마피아에게 가서 알렉산드라를 풀어준다. 하지만 페트로비치는 달걀이 나무로 만든 가짜임을 드러낸다. 한편, 마틴이 경찰이라고 박물관 경비원들에게 말해둔 덕분에 경찰은 박물관에 들어가지 못하고 발이 묶인다.
다음날 아침, 마틴은 경찰에 페트로비치를 체포했다는 소식을 듣지만, 그가 만난 페트로비치는 가짜였고, 진짜는 리플리의 도움으로 죽음을 위장한 빅터 코롤렌코였음이 밝혀진다. 리플리는 이미 도망쳤고, 경찰이 박물관에 도착하기 전에 모든 밀수품(달걀 포함)을 빼돌려 경찰 조사에서 증거를 찾을 수 없게 만들었다. 마틴은 알렉스와의 관계로 인해 경찰에 보호받지 못하게 되고, 리플리는 풀려나게 된다.
리플리는 공항에서 마틴에게 전화를 걸어 그가 경찰임을 처음부터 알고 있었고, 빅터와 함께 달걀을 구매자에게 팔기 위해 떠날 것이라고 말한다. 뉴욕에 남은 알렉산드라는 마틴에게 진심을 고백하고, 마틴은 도둑의 길을 걷기로 결심한다.

## 출연
- 모건 프리먼 - 키스 리플리(Keith Ripley)
- 안토니오 반데라스 - 게이브리얼 마틴(Gabriel Martin)
- 라다 미첼 - 알렉산드라 코롤렌코(Alexandra Korolenko)
- 로버트 포스터 - 웨버 중사(Lt. Weber)
- 라데 셰르베지야 - 니키(Nicky) / 빅터(Victor)
- 톰 하디 - 마이클스(Michaels)